# Kanton Vermand
Vermand is een voormalig kanton van het Franse departement Aisne. Het kanton maakte deel uit van het arrondissement Saint-Quentin. Het werd opgeheven bij decreet van 21 februari 2014, met uitwerking in maart 2015.

## Gemeenten
Het kanton Vermand omvatte de volgende gemeenten:
- Attilly
- Beauvois-en-Vermandois
- Caulaincourt
- Douchy
- Étreillers
- Fayet
- Fluquières
- Foreste
- Francilly-Selency
- Germaine
- Gricourt
- Holnon
- Jeancourt
- Lanchy
- Maissemy
- Pontru
- Pontruet
- Roupy
- Savy
- Trefcon
- Vaux-en-Vermandois
- Vendelles
- Le Verguier
- Vermand (hoofdplaats)